# Cartesiaanse knoop
Een Cartesiaanse knoop is een bijeenkomen van drie staven in een punt, waarbij de drie staven elk in een van de drie verschillende dimensies staan. Elke staaf of balk is telkens verbonden met een van de twee andere staven, vaak door een penverbinding. 
Door de onderlinge verbondenheid verschaft de hele constructie in alle dimensies een gelijke stevigheid. 